# Leichtathletik-Afrikameisterschaften 1982
Die 2. Leichtathletik-Afrikameisterschaften wurden 1982 im Cairo International Stadium in der ägyptischen Hauptstadt Kairo ausgetragen.
Entscheidungen fielen in 23 Disziplinen für Männer und 16 Disziplinen für Frauen. Es nahmen 297 Athleten aus 18 Ländern teil.

## Resultate

### 100 m
| Platz | Land                | Athlet             | Zeit   |
| ----- | ------------------- | ------------------ | ------ |
| 1     | Ghana               | Ernest Obeng       | 10,2 s |
| 2     | Volksrepublik Kongo | Théophile Nkounkou | 10,2 s |
| 3     | Senegal             | Boubacar Diallo    | 10,5 s |

| Platz | Land     | Athletin            | Zeit   |
| ----- | -------- | ------------------- | ------ |
| 1     | Kenia    | Alice Adala         | 11,6 s |
| 2     | Marokko  | Nawal El Moutawakel | 11,7 s |
| 3     | Tansania | Nzaeli Kyomo        | 11,7 s |

### 200 m
| Platz | Land           | Athlet                | Zeit    |
| ----- | -------------- | --------------------- | ------- |
| 1     | Senegal        | Boubacar Diallo       | 20,97 s |
| 2     | Elfenbeinküste | Georges Kablan Degnan | 21,41 s |
| 3     | Marokko        | Omar Ghizlat          | 21,46 s |

| Platz | Land     | Athletin          | Zeit   |
| ----- | -------- | ----------------- | ------ |
| 1     | Tansania | Nzaeli Kyomo      | 23,7 s |
| 2     | Senegal  | Marième Boye      | 24,5 s |
| 3     | Kamerun  | Ruth Enang Mesode | 24,6 s |

### 400 m
| Platz | Land    | Athlet        | Zeit   |
| ----- | ------- | ------------- | ------ |
| 1     | Senegal | Amadou Dia Ba | 45,8 s |
| 2     | Kenia   | James Atuti   | 45,9 s |
| 3     | Uganda  | Mike Okot     | 46,2 s |

| Platz | Land           | Athletin         | Zeit    |
| ----- | -------------- | ---------------- | ------- |
| 1     | Kenia          | Ruth Atuti       | 54,48 s |
| 2     | Elfenbeinküste | Célestine N’Drin | 54,58 s |
| 3     | Senegal        | Marième Boye     | 54,87 s |

### 800 m
| Platz | Land    | Athlet      | Zeit        |
| ----- | ------- | ----------- | ----------- |
| 1     | Kenia   | Juma Ndiwa  | 1:48,10 min |
| 2     | Kenia   | James Maina | 1:48,54 min |
| 3     | Marokko | Saïd Aouita | 1:48,80 min |

| Platz | Land           | Athletin         | Zeit        |
| ----- | -------------- | ---------------- | ----------- |
| 1     | Uganda         | Evelyn Adiru     | 2:07,00 min |
| 2     | Elfenbeinküste | Célestine N’Drin | 2:08,2 min  |
| 3     | Kenia          | Mary Chepkemboi  | 2:08,4 min  |

### 1500 m
| Platz | Land      | Athlet             | Zeit       |
| ----- | --------- | ------------------ | ---------- |
| 1     | Kenia     | Kipkoech Cheruiyot | 3:42,2 min |
| 2     | Marokko   | Saïd Aouita        | 3:42,2 min |
| 3     | Äthiopien | Wodajo Bulti       | 3:42,5 min |

| Platz | Land  | Athletin             | Zeit        |
| ----- | ----- | -------------------- | ----------- |
| 1     | Kenia | Justina Chepchirchir | 4:22,03 min |
| 2     | Kenia | Mary Chepkemboi      | 4:24,58 min |
| 3     | Kenia | Linah Cheruiyot      | 4:26,39 min |

### 5000 m / 3000 m
| Platz | Land      | Athlet        | Zeit         |
| ----- | --------- | ------------- | ------------ |
| 1     | Äthiopien | Wodajo Bulti  | 13;45,34 min |
| 2     | Äthiopien | Eshetu Tura   | 13:50,33 min |
| 3     | Kenia     | Erastus Kemei | 13:50,50 min |

| Platz | Land    | Athletin             | Zeit       |
| ----- | ------- | -------------------- | ---------- |
| 1     | Kenia   | Justina Chepchirchir | 9:20,3 min |
| 2     | Kenia   | Linah Cheruiyot      | 9:20,8 min |
| 3     | Marokko | Hassania Darami      | 9:54,9 min |

### 10.000 m
| Platz | Land      | Athlet           | Zeit        |
| ----- | --------- | ---------------- | ----------- |
| 1     | Äthiopien | Mohamed Kedir    | 28:55,5 min |
| 2     | Kenia     | Erastus Kemei    | 28:59,3 min |
| 3     | Sudan     | Ahmed Musa Jouda | 29:37,0 min |

### Marathon
| Platz | Land      | Athlet                   | Zeit      |
| ----- | --------- | ------------------------ | --------- |
| 1     | Tansania  | Juma Ikangaa             | 2:21:05 h |
| 2     | Dschibuti | Djama Robleh             | 2:31:06 h |
| 3     | Dschibuti | Omar Abdillahi Charmarke | 2:39:59 h |

### 110 m Hürden / 100 m Hürden
| Platz | Land    | Athlet               | Zeit   |
| ----- | ------- | -------------------- | ------ |
| 1     | Kenia   | Philip Sang          | 13,8 s |
| 2     | Kenia   | Charles Kokoyo       | 14,2 s |
| 3     | Ägypten | Hisham Mohamed Makin | 14,3 s |

| Platz | Land    | Athletin            | Zeit   |
| ----- | ------- | ------------------- | ------ |
| 1     | Marokko | Nawal El Moutawakel | 13,8 s |
| 2     | Uganda  | Ruth Kyalisima      | 14,0 s |
| 3     | Marokko | Chérifa Meskaoui    | 14,0 s |

### 400 m Hürden
| Platz | Land    | Athlet           | Zeit    |
| ----- | ------- | ---------------- | ------- |
| 1     | Senegal | Amadou Dia Ba    | 49,55 s |
| 2     | Uganda  | Peter Rwamuhanda | 49,85 s |
| 3     | Kenia   | Meshak Munyoro   | 51,69 s |

| Platz | Land    | Athletin            | Zeit    |
| ----- | ------- | ------------------- | ------- |
| 1     | Marokko | Nawal El Moutawakel | 58,42 s |
| 2     | Uganda  | Ruth Kyalisima      | 59,00 s |
| 3     | Kenia   | Rose Tata-Muya      | 60,9 s  |

### 3000 m Hindernis
| Platz | Land      | Athlet           | Zeit        |
| ----- | --------- | ---------------- | ----------- |
| 1     | Äthiopien | Eshetu Tura      | 8:30,47 min |
| 2     | Kenia     | Julius Korir     | 8:32,20 min |
| 3     | Kenia     | Joshua Kipkemboi | 8:33,40 min |

### 20 km Gehen
| Platz | Land      | Athlet              | Zeit      |
| ----- | --------- | ------------------- | --------- |
| 1     | Äthiopien | Shemsu Hassan       | 1:41:39 h |
| 2     | Kenia     | David Munyao        | 1:49:14 h |
| 3     | Uganda    | Nelsensio Byingingo | 1:57:02 h |

### Hochsprung
| Platz | Land    | Athlet           | Höhe   |
| ----- | ------- | ---------------- | ------ |
| 1     | Senegal | Moussa Fall      | 2,20 m |
| 2     | Senegal | Boubacar Guèye   | 2,05 m |
| 3     | Sudan   | Bhaa El Din Bakr | 2,05 m |

| Platz | Land           | Athletin             | Höhe   |
| ----- | -------------- | -------------------- | ------ |
| 1     | Gabun          | Fernande Agnentchoué | 1,67 m |
| 2     | Elfenbeinküste | Salimata Coulibaly   | 1,67 m |
| 3     | Elfenbeinküste | Lucienne N’Da        | 1,64 m |

### Weitsprung
| Platz | Land    | Athlet                 | Weite  |
| ----- | ------- | ---------------------- | ------ |
| 1     | Senegal | Doudou N’Diaye         | 7,62 m |
| 2     | Ägypten | Mohamed Kharib Mansour | 7,51 m |
| 3     | Kenia   | Moses Kiyai            | 7,47 m |

| Platz | Land    | Athletin                 | Weite  |
| ----- | ------- | ------------------------ | ------ |
| 1     | Kenia   | Jacinta Serete           | 5,37 m |
| 2     | Ägypten | Ifaf Abdel Fatah Mohamed | 5,22 m |
| 3     | Ägypten | Soheir Mohamed Ahmed     | 5,03 m |

### Dreisprung
| Platz | Land    | Athlet             | Weite   |
| ----- | ------- | ------------------ | ------- |
| 1     | Senegal | Mamadou Diallo     | 16,23 m |
| 2     | Ägypten | Ahmed Hassan Badra | 15,50 m |
| 3     | Uganda  | William Bisereko   | 15,42 m |

### Stabhochsprung
| Platz | Land           | Athlet                 | Höhe   |
| ----- | -------------- | ---------------------- | ------ |
| 1     | Elfenbeinküste | Loué Legbo             | 4,00 m |
| 2     | Ägypten        | Gamal Ramses           | 3,80 m |
| 3     | Ägypten        | Shawki Hassan Abdallah | 3,50 m |

### Speerwurf
| Platz | Land     | Athlet               | Weite   |
| ----- | -------- | -------------------- | ------- |
| 1     | Tansania | Zakayo Malekwa       | 76,18 m |
| 2     | Kenia    | Groge Odera          | 71,06 m |
| 3     | Ägypten  | Akram Mohamed Khamis | 64,24 m |

| Platz | Land    | Athletin         | Weite   |
| ----- | ------- | ---------------- | ------- |
| 1     | Kamerun | Agnès Tchuinté   | 50,64 m |
| 2     | Marokko | Fatiha Belamghar | 45,86 m |
| 3     | Kenia   | Eunice Nekesa    | 44,14 m |

### Diskuswurf
| Platz | Land    | Athlet               | Weite   |
| ----- | ------- | -------------------- | ------- |
| 1     | Ägypten | Mohamed Naguib Hamed | 59,82 m |
| 2     | Ägypten | Hassan Ahmed Hamad   | 53,08 m |
| 3     | Marokko | Mohamed Fatihi       | 46,94 m |

| Platz | Land    | Athletin         | Weite   |
| ----- | ------- | ---------------- | ------- |
| 1     | Marokko | Zoubida Laayouni | 51,50 m |
| 2     | Uganda  | Helen Alyek      | 42,40 m |
| 3     | Angola  | Filomena Silva   | 42,20 m |

### Kugelstoßen
| Platz | Land    | Athlet                | Weite   |
| ----- | ------- | --------------------- | ------- |
| 1     | Ägypten | Youssef Nagui Assad   | 20,44 m |
| 2     | Ägypten | Ahmed Kamel Shata     | 18,41 m |
| 3     | Ägypten | Ahmed Mohamed Ashoush | 17,89 m |

| Platz | Land    | Athletin        | Weite   |
| ----- | ------- | --------------- | ------- |
| 1     | Gabun   | Odette Mistoul  | 14,21 m |
| 2     | Marokko | Souad Malloussi | 13,74 m |
| 3     | Kenia   | Herina Malit    | 12,56 m |

### Hammerwurf
| Platz | Land    | Athlet               | Weite   |
| ----- | ------- | -------------------- | ------- |
| 1     | Ägypten | Hisham Fouad Greis   | 60,64 m |
| 2     | Ägypten | Ahmed Ibrahim Taha   | 57,86 m |
| 3     | Ägypten | Hisham Abdeslam Zaki | 55,10 m |

### 4 × 100 m
| Platz | Land           | Zeit   |
| ----- | -------------- | ------ |
| 1     | Elfenbeinküste | 40,3 s |
| 2     | Senegal        | 40,6 s |
| 3     | Kenia          | 40,7 s |

| Platz | Land           | Zeit    |
| ----- | -------------- | ------- |
| 1     | Kenia          | 46,77 s |
| 2     | Elfenbeinküste | 47,23 s |
| 3     | Senegal        | 50,62 s |

### 4 × 400 m
| Platz | Land    | Zeit        |
| ----- | ------- | ----------- |
| 1     | Kenia   | 3:05,61 min |
| 2     | Senegal | 3:05,75 min |
| 3     | Uganda  | 3:06,82 min |

| Platz | Land    | Zeit       |
| ----- | ------- | ---------- |
| 1     | Kenia   | 3:43,8 min |
| 2     | Uganda  | 3:44,9 min |
| 3     | Marokko | 3:47,4 min |

### Zehnkampf / Siebenkampf
| Platz | Land  | Athlet            | Punkte      |
| ----- | ----- | ----------------- | ----------- |
| 1     | Kenia | Charles Kokoyo    | 7080 Punkte |
| 2     | Kenia | Patrick Cheruiyot | 6625 Punkte |
| 3     | Kenia | Solomon Kaptich   | 6511 Punkte |

| Platz | Land    | Athletin          | Punkte      |
| ----- | ------- | ----------------- | ----------- |
| 1     | Marokko | Chérifa Meskaoui  | 5353 Punkte |
| 2     | Uganda  | Margaret Bisereko | 5029 Punkte |
| 3     | Kenia   | Frida Kiptala     | 4808 Punkte |

## Medaillenspiegel
| Medaillenspiegel Endstand nach 39 Entscheidungen | Medaillenspiegel Endstand nach 39 Entscheidungen | Medaillenspiegel Endstand nach 39 Entscheidungen | Medaillenspiegel Endstand nach 39 Entscheidungen | Medaillenspiegel Endstand nach 39 Entscheidungen | Medaillenspiegel Endstand nach 39 Entscheidungen |
| Platz                                            | Land                                             | Gold                                             | Silber                                           | Bronze                                           | Gesamt                                           |
| ------------------------------------------------ | ------------------------------------------------ | ------------------------------------------------ | ------------------------------------------------ | ------------------------------------------------ | ------------------------------------------------ |
| 1                                                | Kenia                                            | 12                                               | 10                                               | 12                                               | 34                                               |
| 2                                                | Senegal                                          | 6                                                | 4                                                | 3                                                | 13                                               |
| 3                                                | Marokko                                          | 4                                                | 4                                                | 6                                                | 14                                               |
| 4                                                | Äthiopien                                        | 4                                                | 1                                                | 1                                                | 6                                                |
| 5                                                | Ägypten                                          | 3                                                | 7                                                | 6                                                | 16                                               |
| 6                                                | Tansania                                         | 3                                                | –                                                | 1                                                | 4                                                |
| 7                                                | Elfenbeinküste                                   | 2                                                | 5                                                | 1                                                | 8                                                |
| 8                                                | Gabun                                            | 2                                                | –                                                | –                                                | 2                                                |
| 9                                                | Uganda                                           | 1                                                | 6                                                | 4                                                | 11                                               |
| 10                                               | Kamerun                                          | 1                                                | –                                                | 1                                                | 2                                                |
| 11                                               | Ghana                                            | 1                                                | –                                                | –                                                | 1                                                |
| 12                                               | Dschibuti                                        | –                                                | 1                                                | 1                                                | 2                                                |
| 13                                               | Volksrepublik Kongo                              | –                                                | 1                                                | –                                                | 1                                                |
| 14                                               | Sudan                                            | –                                                | –                                                | 2                                                | 2                                                |
| 15                                               | Angola                                           | –                                                | –                                                | 1                                                | 1                                                |